# Силвер, Лу
Луис (Лу) Грант Силвер (англ. Louis 'Lou' Grant Silver; род. 27 ноября 1953) — американский и израильский баскетболист, юрист и бизнесмен. В составе клуба «Маккаби» (Тель-Авив) — двукратный обладатель Кубка европейских чемпионов, обладатель Межконтинентального кубка, десятикратный чемпион Израиля и восьмикратный обладатель Кубка Израиля. В составе сборной Израиля — серебряный призёр чемпионата Европы 1979 года.

## Общие сведения
В 1972-1975 годах Луис Силвер учился в Гарвардском университете. В годы выступлений в Израиле получил израильское гражданство и окончил Тель-Авивский университет со степенью бакалавра права. Позже получил в Нью-Йоркском университете степень магистра права.
После окончания выступлений Силвер сделал юридическую и деловую карьеру. Он специализировался в областях корпоративных финансов, корпоративного управления, делового развития, стратегического планирования и управленческого консалтинга. Занимал посты независимого директора в таких высокотехнологичных компаниях, как DSP Group, CEVA, Scopus Video Networks и Axis Mobile.

## Игровая карьера
В годы учёбы в Гарварде Силвер выступал за сборную университета в турнирах NCAA, в последний год в качестве капитана. В два последних года выступлений он включался в символическую сборную Ivy League, а в последний год также во вторую сборную NCAA, выбираемую Национальной ассоциацией баскетбольных тренеров.
В 1975 году Силвер, только что закончивший университет, был выбран на драфте АБА командой «Кентукки Колонелс» под общим 73-м номером, но так к ней и не присоединился. Вместо этого он отправился в Европу, рассчитывая отыграть там один сезон и потом вернуться в США. Вместо этого он подписал контракт с ведущим израильским клубом «Маккаби» (Тель-Авив) и остался в нём на десять лет. За эти десять сезонов Силвер десять раз выиграл с «Маккаби» чемпионат Израиля и завоевал восемь Кубков Израиля. В 196 играх высшей израильской лиги он набрал 3035 очков (в среднем 15,4 за игру). Силвер также был одним из важных компонентов успеха «Маккаби» в Кубке европейских чемпионов. Он четыре раза играл с тель-авивской командой в финале этого наиболее престижного европейского клубного турнира и дважды его выигрывал — в 1977 и 1981 годах. Кроме того, участвуя в ранге финалиста Кубка европейских чемпионов в Межконтинентальном кубке 1980 года, Силвер завоевал с «Маккаби» и этот трофей. Всего он провёл за «Маккаби» 138 международных матчей, набрав в них 1999 очков (14,4 за игру). Силвер, известный своим необычным броском — двумя руками из-за головы — занимает пятое место среди лучших бомбардиров «Маккаби» за всё время выступлений команды в Европе.
После получения гражданства Израиля Силвер также выступал за национальную команду Израиля в трёх чемпионатах Европы и двух предолимпийских отборочных турнирах. Его дебют в сборной пришёлся на чемпионат Европы 1979 года, где израильтяне сенсационно обыграли действующих трёхкратных чемпионов континента и действующих чемпионов мира — сборную Югославии, завоевав в итоге единственные в истории страны серебряные медали. Силвер на этом турнире набирал в среднем 14,3 очка за игру, в том числе 27 очков в победной игре финальной группы против команды Чехословакии. В общей сложности с 1979 по 1984 год он провёл за сборную Израиля 66 игр, набирая в среднем по 14,5 очка (961 в общей сложности). Дважды Лу Силвер включался в символическую сборную Европы.
Силвер завершил выступления за «Маккаби» в 1985 году. В его честь в июле 1987 года был проведён товарищеский матч сборной Израиля и сборной Европы, в которой играли Дражен Петрович, Никос Галис, Панайотис Яннакис и Антонелло Рива. Его заслуги перед командой признавались также и в последующие годы. Так, в 2008 году баскетбольная Евролига назвала его в числе 13 символов «Маккаби», а в 2013 году имена Лу Силвера и Джима Ботрайта были включены в Зал славы «Маккаби» (Тель-Авив).